# Abu Zeydabad
Abū Zeydābād o Abūzaydābād (persiano ابوزيداباد) è il capoluogo della circoscrizione Kavirat dello shahrestān di Aran-e Bidgol, nella provincia di Esfahan. Gli abitanti hanno una propria lingua l'abuzaydabadi, che i nativi definiscono bizovoy (بیذُوُی).